# 1-Nitropyren
1-Nitropyren ist eine chemische Verbindung aus der Gruppe der nitrierten polycyclischen aromatischen Kohlenwasserstoffe.

## Gewinnung und Darstellung
1-Nitropyren es entsteht aus direkten Quellen wie Diesel- und Benzinabgasen, sowie Gasphasenreaktionen von polycyclischen aromatischen Kohlenwasserstoffen (PAK) mit Stickoxiden. Sie kann auch durch Nitrierung (zum Beispiel mit Salpetersäure oder Kaliumnitrit) von Pyren gewonnen werden.

## Eigenschaften
1-Nitropyren ist ein goldfarbener Feststoff, der in der Umwelt persistent ist. 1-Nitropyren ist unter normalen Laborbedingungen stabil. Es wird jedoch unter ultraviolettem/sichtbarem Licht zu 2-Propanol photochemisch zersetzt. Die Verbindung reagiert mit ethanolischem Kaliumhydroxid unter Bildung von 1,1′-Azoxypyren, auch mit Zinkpulver in Ethanol in Gegenwart katalytischer Mengen von Ammoniumchlorid oder Ammoniak unter Bildung von 1,1′-Azoxypyren oder, in Abwesenheit von Luft, 1-Aminopyren und 1-Hydroxylaminopyren.

## Verwendung
1-Nitropyren wird als Photosensitizer und für Tierstudien verwendet.